# Carapa guianensis
Carapa guianensis Aubl., es una especie de árboles pertenecientes a la familia de las Meliaceae. 

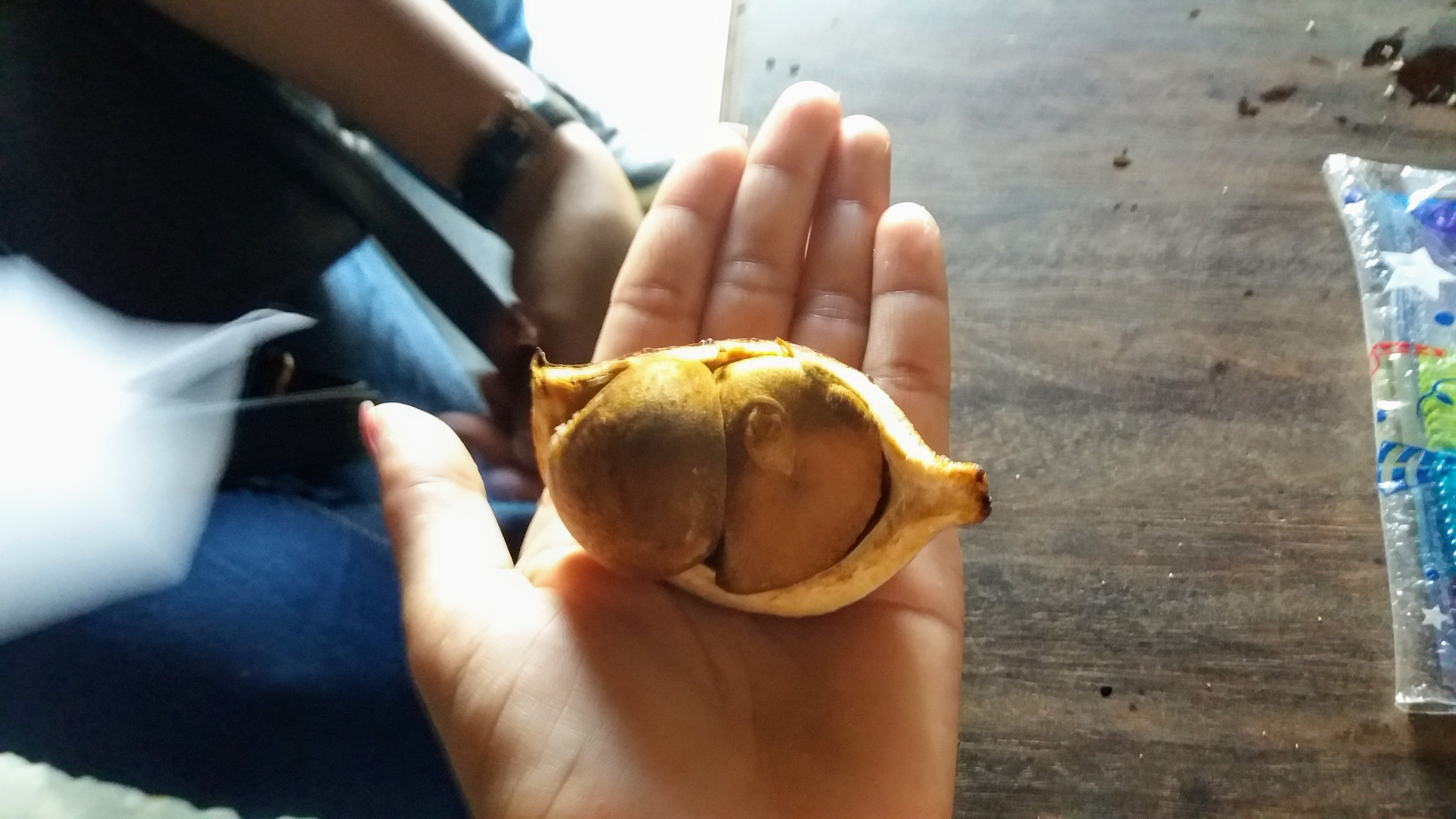
Semilla.

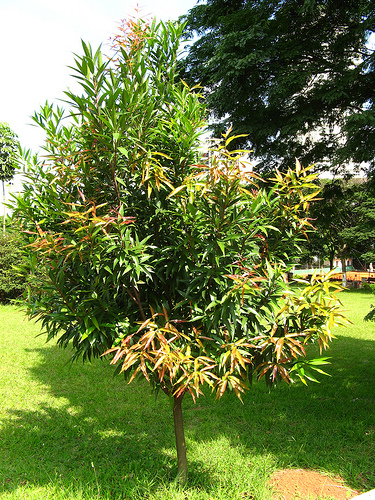
Árbol joven

## Hábitat
Se encuentran en Honduras, [ Costa Rica, Panamá y la cuenca del Amazonas en Sudamérica, principalmente en Bolivia y Brasil.

## Descripción
Alcanzan un tamaño de hasta 40 m de altura en la cuenca del Amazonas; produce una nuez de cuatro lados parecida a la castaña, de la cual se extrae un aceite, con algunas propiedades medicinales. Su producción tienen fines comerciales.

### Usos
La madera de estas plantas es importante de alto valor comercial, así como el aceite que se extrae de sus semillas. En efecto, el nombre común de éstas, andiroba proviene del Nheengatu nhandi rob, que significa "aceite amargo". La Carapa guianensis produce unas semillas cuyo aceite es parecido al aceite de neem (un plaguicida).

## Propiedades
Principios activos: Semillas: alcaloides y limonoides (carapina a andirobina), taninos (12%), aceite esencial, estearina, oleína, margarina.
Indicaciones: es astringente, antidiarreico, vermífugo, tónico, febrífugo, insectífugo, enfermedades de la piel y reumatismo. Antiséptico, antiinflamatorio, emoliente, cicatrizante. Se usa el aceite de las semillas, la corteza y las hojas.
Otros usos: El aceite se usa industrialmente en iluminación y fabricación de jabón. También se usa como insecticida, en momificación.

## Taxonomía
Carapa guianensis fue descrita por Jean Baptiste Christophore Fusée Aublet y publicado en Histoire des Plantes de la Guiane Françoise 2(Suppl.): 32, t. 387. 1775.

## Aceite de Andiroba
El aceite contenido en la andiroba almendra es de color amarillo claro y extremadamente amargo. Cuando se somete a una temperatura inferior a 25 °C, se solidifica, dejando consistencia como la de vaselina. Contiene sustancias como la oleína, palmitine y la glicerina. Cuenta con antiséptico, antiinflamatorio, cicatrizante y los insecticidas. El jabón producido a partir de aceite de andiroba combate enfermedades de la piel y también es un buen repelente de mosquitos. Por otra parte, el aceite tiene un efecto tónico sobre el cabello y también puede ser utilizado como un aceite de masaje.
| índice                       | Los valores del Referencia | Unidades |
| Índice de refracción (40 °C) | -                          | 1,47     |
| Índice de yodo               | gl2                        | 65-75    |
| Índice de saponificación     | mg KOH \ g                 | 190-210  |
| Densidad (15 °C)             | g \ ltr                    | 0.9261   |
| Punto de fusión              | °C                         | 22,0     |
| Materia insaponificable      | %                          | 3-5      |

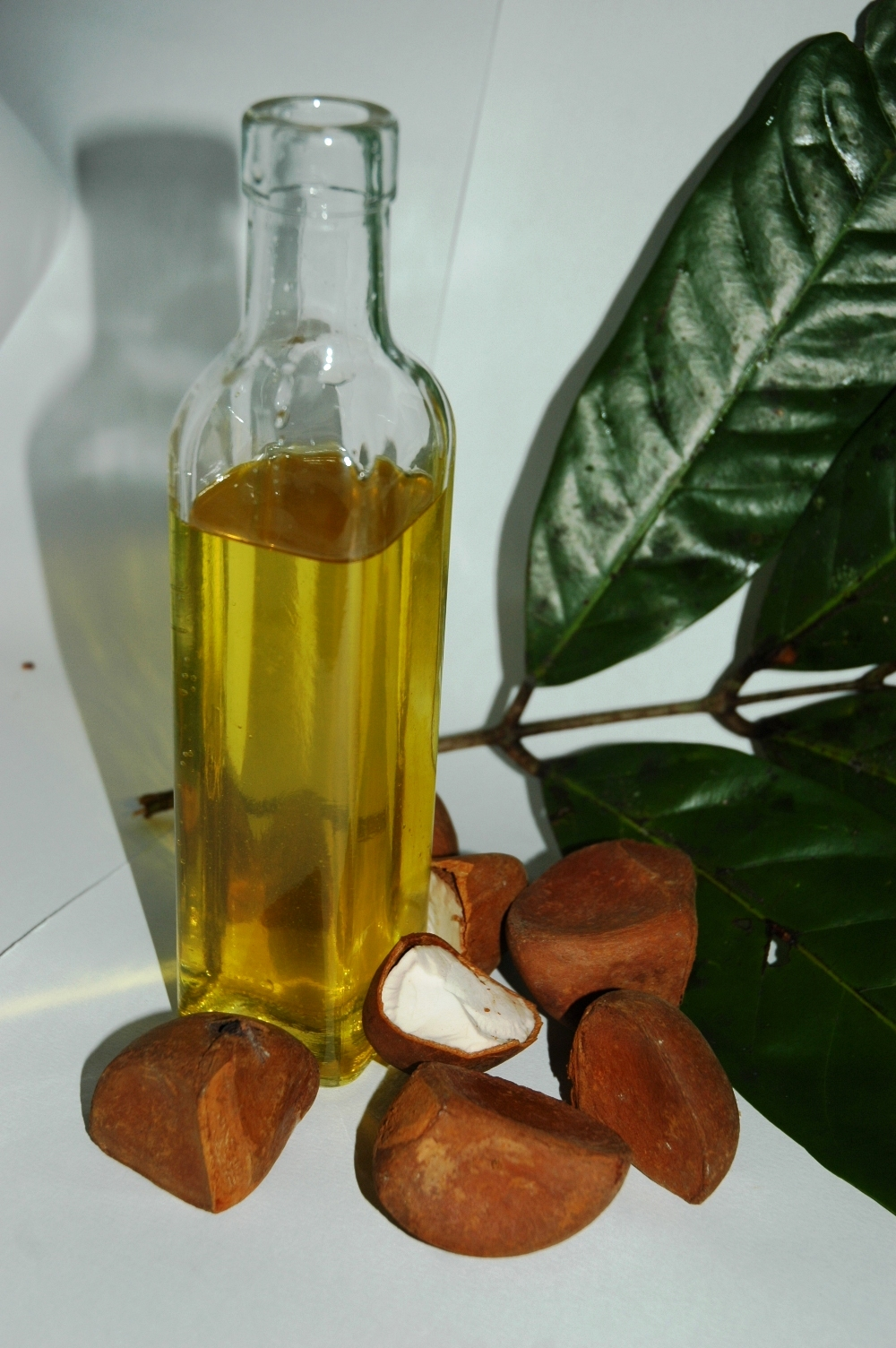
Aceite de Andiroba

Composición de ácidos grasos del aceite de andiroba
| Ácidos grasos       | Unidad    | composición |
| ------------------- | --------- | ----------- |
| Ácido palmítico     | % en peso | 25-32       |
| Ácido palmiotoleico | %         | 0,8 a 1,5   |
| Ácido esteárico     | % en peso | de 6-13     |
| Ácido oleico        | % en peso | 45-58       |
| Ácido linoleico     | % de peso | 6-14        |
| Saturada            | %         | 40          |
| Insaturado          | %         | 60          |

Sinónimos
| - Amapa guinaensis (Aubl.) Steud. - Carapa latifolia Willd. ex C.DC. - Carapa macrocarpa Ducke - Carapa nicaraguensis C. DC. - Carapa slateri Standl. - Granatum guianense (Aubl.) Kuntze - Granatum nicaraguense (C. DC.) Kuntze - Guarea mucronulata C. DC. - Persoonia guareoides Willd. - Xylocarpus carapa Spreng. |

## Nombre común
- Español: andiroba, Andiroba-saruba, cedro macho, caoba bastarda, caoba del Brasil, carapa de la Guayana,[9] copaiba, Najesí, caobilla (Costa Rica).
- Inglés:  crabwood